# Großer Peetscher See
Der Große Peetscher See ist ein See im Gemeindegebiet Dreetz des Landkreises Rostock in Mecklenburg-Vorpommern. Der wenig gegliederte Flachwassersee nördlich des namensgebenden Ortes Peetsch liegt im Warnowtal. Der See war ursprünglich viel größer und tiefer, da er bis zum Jahr 1780 ohne natürlichen Wasserabfluss war. Dann wurde er über den Hullergraben an die Nebel angeschlossen, wodurch der Wasserspiegel sank und der Kleine und Große Peetscher See entstanden. Im Jahr 1977 wurde der Abfluss ausgebaut, um das Umland des Sees weiter zu entwässern. Die entwässerten Flächen sind, vor allem zum Kleinen Peetscher See, meist moorig.
Der See ist 1390 Meter lang und etwa 600 Meter breit. Er liegt im Naturschutzgebiet Peetscher See.
Der See hat eine hohe Bedeutung als Nahrungs-, Brut- und Rasthabitat für zahlreiche Vogelarten. Die am Nordufer befindlichen Wälder werden kaum bewirtschaftet, da mehrere Bereiche seit 1976 als Totalreservate (Schutzwälder) ausgewiesen wurden. Es ist geplant, das umliegende Moor zu vernässen.
Der Name Großer Peetscher See leitet sich vom altslawischen Wort für pêsŭkŭ für Sand ab.

## Nachweise
1. ↑  Paul Kühnel: Die slavischen Ortsnamen in Meklenburg. In: Jahrbücher des Vereins für Mecklenburgische Geschichte und Altertumskunde. Bd. 46, 1881, ISSN 0259-7772, S. 3–168, hier S. 105.